# Glochidion discogyne
Glochidion discogyne är en emblikaväxtart som beskrevs av Airy Shaw. Glochidion discogyne ingår i släktet Glochidion och familjen emblikaväxter. Inga underarter finns listade i Catalogue of Life.